# Thujopsis dolabrata
Thujopsis dolabrata là một loài thực vật hạt trần trong họ Cupressaceae. Loài này được L.f. Siebold & Zucc. mô tả khoa học đầu tiên năm 1844.